# Loire-Atlantique
Loire-Atlantique là một tỉnh của Pháp, thuộc vùng hành chính Pays-de-la-Loire, tỉnh lỵ Nantes, bao gồm 4 quận với các quận lỵ còn lại là: Ancenis, Châteaubriant, Saint-Nazaire.